# Atiba Hutchinson

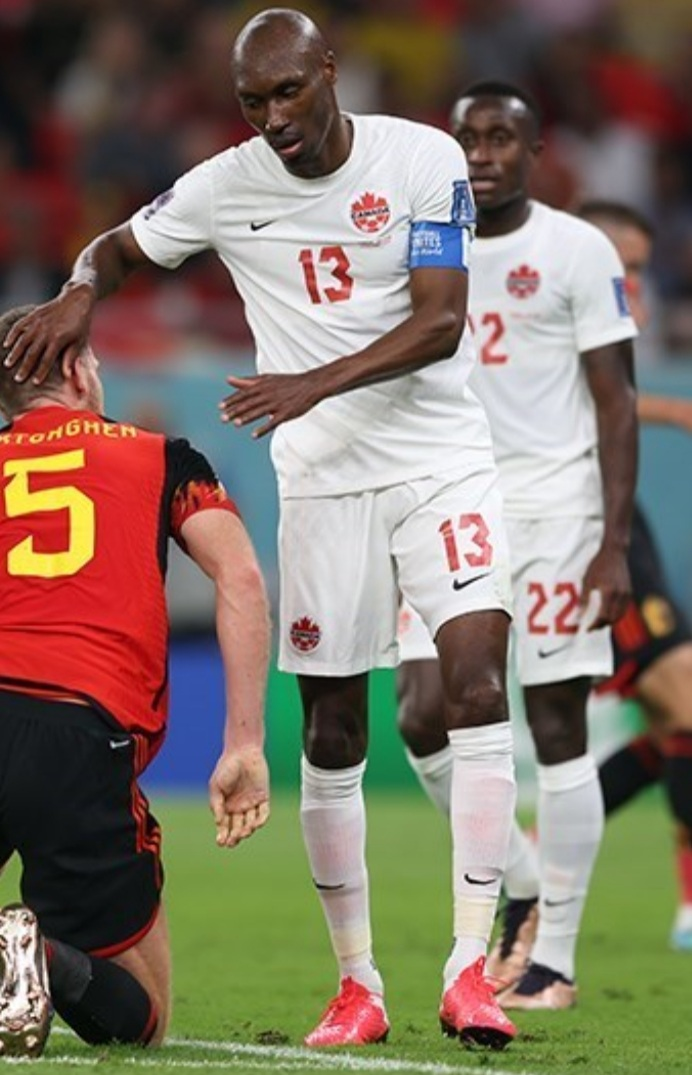
Hutchinson con la en la Copa Mundial de Fútbol de 2022.

Atiba Hutchinson (Brampton, Ontario, 8 de febrero de 1983) es un exfutbolista canadiense que jugaba de centrocampista.

## Trayectoria
Hutchinson comenzó su carrera profesional en la temporada de verano de 2002, jugando un poco con los Nueva York Shooters Región de la Liga Canadiense de Fútbol Profesional antes de firmar con Toronto Lynx de la entonces A-League.

### Östers SI
En enero de 2003 firmó con el Östers SI, recién ascendido a la sueca Allsvenskan. Hutchinson anotó seis veces para el Öster durante la temporada de 2003. Con el club relegado fuera de la Allsvenskan, Hutchinson se le concedió una transferencia por una cantidad de £ 1.320.000 y firmó con el Helsingborgs IF en enero de 2004.

### FC Copenhague
Hutchinson se trasladó al equipo danés FC Copenhague, donde, para el primer semestre del año, jugó junto el internacional sueco Tobias Linderoth en el centro del campo, últimamente se utiliza en todo el centro del campo y como delantero. Gerente de Ståle Solbakken, dijo en una entrevista con el periódico del fútbol TIPS-Bladet, que vio talentos atacantes de Hutchinson por ser demasiado impresionante para un mediocampista central, diciendo que iba a ser usado más a menudo como extremo.

### PSV Eindhoven
El 22 de abril de 2010, Hutchinson firmó un contrato de 3 años con el PSV Eindhoven. Atiba hizo su debut en el PSV en una victoria en casa 6-0 contra el De Graafschap el 14 de agosto de 2010. Hutchinson comenzó la temporada 2010 jugando un papel defensivo como lateral derecho. Sin embargo, con la transferencia a mitad de temporada de Ibrahim Afellay al Barcelona, Hutchinson pudo entrar en su posición más natural del centro del campo. Atiba continuó impresionando con el invierno de anotar su segundo gol de la temporada en un 3-2 victoria contra el Excelsior el 5 de marzo de 2011. Atiba también ayudó a pasar al PSV a los cuartos de final de la Liga de Europa, antes de ser noqueado por el Benfica a mediados de abril al perder 6-3 en el global.

## Selección mayor
Hizo su debut con la absoluta de Canadá en enero de 2003 en un partido amistoso contra Estados Unidos.
El 17 de diciembre de 2010 Atiba fue galardonado con el jugador masculino de Canadá del Año por la CSA, por primera vez en su carrera. Hutchinson fue el gran favorito para este premio en 2010 por su juego con el equipo nacional, al unirse a un club europeo bien conocido y convertirse en el primer canadiense en ganar la Superliga danesa.
Hutchinson fue a la Copa de Oro de la Concacaf 2011 como uno de los miembros integrantes de la escuadra de Canadá, fue capaz de participar en el pre-torneo amistoso contra Ecuador y el primer partido de la fase de grupos contra Estados Unidos. Sin embargo, después de la derrota por 2-0 ante los estadounidenses en el Ford Field, Hutchinson sufrió una lesión en la rodilla que le obligó a perderse el resto del torneo.
También ha participado en la selección sub-20 y sub-23.

## Goles internacionales
| # | Fecha                   | Lugar                                          | Oponente               | Resultado | Competición                                  |
| - | ----------------------- | ---------------------------------------------- | ---------------------- | --------- | -------------------------------------------- |
| 1 | 9 de octubre de 2004    | Estadio Olímpico Metropolitano, San Pedro Sula | Honduras               | 1-1       | Eliminatorias Concacaf Mundial FIFA 2006     |
| 2 | 12 de julio de 2005     | Gillette Stadium, Foxboro                      | Cuba                   | 2-1       | Copa de Oro CONCACAF 2005                    |
| 3 | 25 de marzo de 2007     | Bermuda National Stadium, Hamilton             | Bermudas               | 0-3       | Amistoso                                     |
| 4 | 8 de octubre de 2010    | Lobanovsky Dynamo Stadium, Kiev                | Ucrania                | 2-2       | Amistoso                                     |
| 5 | 23 de mayo de 2014      | Sonnenseestadion, Ritzing                      | Bulgaria               | 1-1       | Amistoso                                     |
| 6 | 4 de septiembre de 2015 | BMO Field, Toronto                             | Belice                 | 3-0       | Eliminatorias Concacaf Mundial FIFA 2018     |
| 7 | 18 de noviembre de 2018 | Warner Park Stadium, Basseterre                | San Cristóbal y Nieves | 0-1       | Clas. para Liga de Naciones CONCACAF 2019-20 |
| 8 | 8 de septiembre de 2021 | BMO Field, Toronto, Canadá                     | El Salvador            | 3-0       | Eliminatorias Concacaf Mundial FIFA 2022     |
| 9 | 2 de febrero de 2022    | Estadio Cuscatlán, San Salvador                | El Salvador            | 0-2       | Eliminatorias Concacaf Mundial FIFA 2022     |

## Palmarés

### Títulos nacionales
| Título                        | Club             | País         | Año  |
| ----------------------------- | ---------------- | ------------ | ---- |
| Superliga de Dinamarca        | F. C. Copenhague | Dinamarca    | 2006 |
| Royal League de Escandinavia  | F. C. Copenhague | Dinamarca    | 2006 |
| Superliga de Dinamarca        | F. C. Copenhague | Dinamarca    | 2007 |
| Superliga de Dinamarca        | F. C. Copenhague | Dinamarca    | 2009 |
| Copa de Dinamarca             | F. C. Copenhague | Dinamarca    | 2009 |
| Superliga de Dinamarca        | F. C. Copenhague | Dinamarca    | 2010 |
| Copa de los Países Bajos      | PSV Eindhoven    | Países Bajos | 2012 |
| Supercopa de los Países Bajos | PSV Eindhoven    | Países Bajos | 2012 |
| Superliga de Turquía          | Beşiktaş J. K.   | Turquía      | 2016 |
| Superliga de Turquía          | Beşiktaş J. K.   | Turquía      | 2017 |
| Superliga de Turquía          | Beşiktaş J. K.   | Turquía      | 2021 |
| Copa de Turquía               | Beşiktaş J. K.   | Turquía      | 2021 |
| Supercopa de Turquía          | Beşiktaş J. K.   | Turquía      | 2021 |

### Distinciones individuales
- Asociación de Fútbol Canadiense Premio Elección del ventilador: 2006.
- El Voyageurs Jugador Canadiense Internacional del Año: 2006, 2010
- FC Copenhague Jugador del Año: 2010
- FIFA Jugador del día 8 de octubre de 2010
- Superliga danesa Jugador del Año: 2010
- Jugador Canadiense del Año: 2010